# Obernau (Windeck)
Obernau war ein Ortsteil der Gemeinde Windeck im Rhein-Sieg-Kreis. Es bildet heute den südlichsten Teil von Rosbach.

## Lage
Obernau liegt auf den Hängen des Leuscheid. Ehemalige Nachbarorte waren Hundhausen im Südosten, Roth im Nordwesten und Rüddel im Norden.

## Geschichte
Obernau gehörte zum Kirchspiel Rosbach und zeitweise zur Bürgermeisterei Dattenfeld.
1830 hatte Obernau 118 Einwohner.
1845 hatte der Weiler 172 Einwohner in 32 Häusern, einen Katholiken, 166 evangelische und fünf jüdische. 1863 waren es 185 Personen. 1888 gab es 275 Bewohner in 45 Häusern.
1962 waren es 334 Einwohner und 1976 414.